# Humiria wurdackii
Humiria wurdackii är en tvåhjärtbladig växtart som beskrevs av José Cuatrecasas. Humiria wurdackii ingår i släktet Humiria och familjen Humiriaceae. Inga underarter finns listade i Catalogue of Life.